# Frattura da avulsione
Una frattura da avulsione è una frattura ossea che si verifica quando un frammento osseo si strappa dalla massa principale dell'osso a seguito di un trauma fisico. La frattura da avulsione può verificarsi a causa della trazione esercitata da un legamento che viene messo sotto tensione a causa della applicazione di forze esterne al corpo (come nel caso di una caduta o improvvisa trazione) o per la trazione esercitata da un tendine in seguito ad una brusca e violenta contrazione muscolare, che risulta più forte delle forze che mantengono integro l'osso. Generalmente l'avulsione muscolare è un evento raro (ad eccezione che nei giovani atleti) in quanto è prevenuta dai limiti neurologici che sono posti alle contrazioni muscolari. Gli atleti professionisti e quelli particolarmente allenati, tuttavia, possono superare questa inibizione neurologica e produrre uno sforzo fisico molto maggiore, tale da essere in grado di rompere o comportare l'avulsione di un frammento d'osso.

## Epidemiologia
L'incidenza delle fratture da avulsione è più comune nell'età pediatrica e nell'adolescenza che nell'età adulta. Negli adulti, infatti, i legamenti e i tendini tendono a lesionarsi e rompersi per primi. Al contrario nei bambini l'osso può spezzarsi prima che vengano a traumatizzarsi il legamento o il tendine. Nei bambini esiste strutturalmente un punto scheletrico di particolare debolezza, chiamato piastra di crescita epifisaria o cartilagine di accrescimento. Questa zona è l'area d'osso che si trova in fase di accrescimento attivo. Nei bambini, i tendini o i legamenti in prossimità di una piastra di crescita possono tirare con forza sufficiente a causare la frattura della piastra di crescita.
Le fratture da avulsione interessano più spesso le ossa del gomito, del bacino e dell'anca e della caviglia. Con frequenza inferiore si possono verificare anche in altri distretti ossei, come le ossa del polso e della mano, del piede, della spalla, o del ginocchio.

## Cause e fisiopatologia
Una frattura da avulsione può verificarsi quando un'improvvisa forza agisce su di un tendine mentre l'osso si muove invece in direzione opposta. È quanto accade negli infortuni che coinvolgono il quinto metatarso del piede.  Il tendine peroneale si ancora alla base di questo osso e, indeterminate condizioni, agisce tirando il piede in una direzione, mentre forze di torsione agisccono sul piede in direzione opposta. La risultante è una frattura del quinto metatarso esattamente dove il tendine si attacca all'osso.

## Segni e Sintomi
I sintomi di una frattura da avulsione includono:
- Dolore improvviso e intenso nell'area interessata dalla frattura
- Tumefazione (edema) locale
- Comparsa di ecchimosi o di ematomi
- Limitazione funzionale (riduzione del range di movimento - ROM)
- Accentuazione del dolore con il movimento attivo e passivo
- Instabilità dell'articolazione fino alla completa perdita funzionale

## Diagnosi
La diagnosi di frattura da avulsione richiede un'approfondita raccolta anamnestica, comprendente in particolare la dinamica del trauma, e un attento esame obiettivo. Una radiografia standard permette spesso di evidenziare il frammento d'osso che si è distaccato a causa della trazione tendinea. Nei casi dubbi è opportuno un approfondimento diagnostico eseguendo delle radiografie con proiezioni oblique o una TAC.

## Trattamento
Una frattura da avulsione può spesso essere trattata senza ricorrere all'intervento chirurgico. Solo nel caso di un frammento osseo che alle lastre appare a distanza rispetto alla posizione normale (ad esempio a circa un centimetro), è necessario prendere in considerazione l'intervento chirurgico.
Alcune fratture da avulsione (ad esempio le fratture da avulsione che si associano a distorsioni della caviglia) possono essere così minime, ovvero con frammenti ossei così piccoli che non è neppure opportuno procedere ad un intervento chirurgico, dato che sudi scientifici hanno evidenziato come gli esiti non sono modificati da un'eventuale operazione.
Le fratture da avulsione della parte prossimale del quinto metatarso possono essere generalmente gestite con una medicazione morbida.